# Королівська бібліотека Нідерландів
Королівська бібліотека Нідерландів (нід. Koninklijke Bibliotheek, абревіатура: KB) — національна бібліотека Нідерландів, розташована у місті Гаага.

## Історія
Королівська бібліотека Нідерландів була заснована в 1798 році на базі приватної збірки Вільгельма V Оранського, що перебував у екзилі. 1806 року король Людовик Бонапарт присвоїв бібліотеці ім'я Королівська бібліотека (Koninklijk Bibliotheek). 1982 року бібліотека здобула статус національної бібліотеки Нідерландів. З 1993 року бібліотека є самостійною установою, яку безпосередньо фінансує міністерство освіти, культури й науки Нідерландів.

## Сьогодення
На Королівську бібліотеку Нідерландів покладено завдання збереження друкованої та рукописної культурної спадщини країни та уможливлення якнайширшого доступу до збірок бібліотеки всім зацікавленим. В кооперації з університетською бібліотекою Лейдена королівська бібліотека виступає як головний центр наукової інформації Нідерландів. У фондах бібліотеки переважають видання гуманітарних наук, насамперед такі теми, як історія, культура Нідерландів та голландська мова.
Як типова національна бібліотека Королівська бібліотека Нідерландів збирає всі публікації, які виходять друком на території Нідерландів. Проте видавці мають право самі вирішувати, чи пошлють вони свої видання до бібліотеки, на противагу іншим країнам (наприклад, Франція), де існує правило обов'язкового примірника для національної бібліотеки.

## Фонди
Фонди бібліотеки складають близько 3,5 млн одиниць зберігання, з яких 2,5 млн книжок. Бібліотека передплачує близько 15 000 журналів. Річний бюджет становить 36 млн євро (2006). Річна картка користувача бібліотеки коштує 15 євро. Бібліотечний каталог вільно доступний через інтернет.
Бібліотека має найбільшу в Європі колекцію літератури про шахи, яка становить близько 40 000 томів.

### Цінні книги
- Егмондівське євангеліє, бл. 850)
- Якоб ван Мерлант «Дзеркало історії» (Spieghel Historiael), рукопис, 1325—1335
- Нідерландська історична біблія (Nederlandse Historiebijbel). Утрехт, 1443.
- Отенський псалтир (Psalter. Autun), бл. 1470.

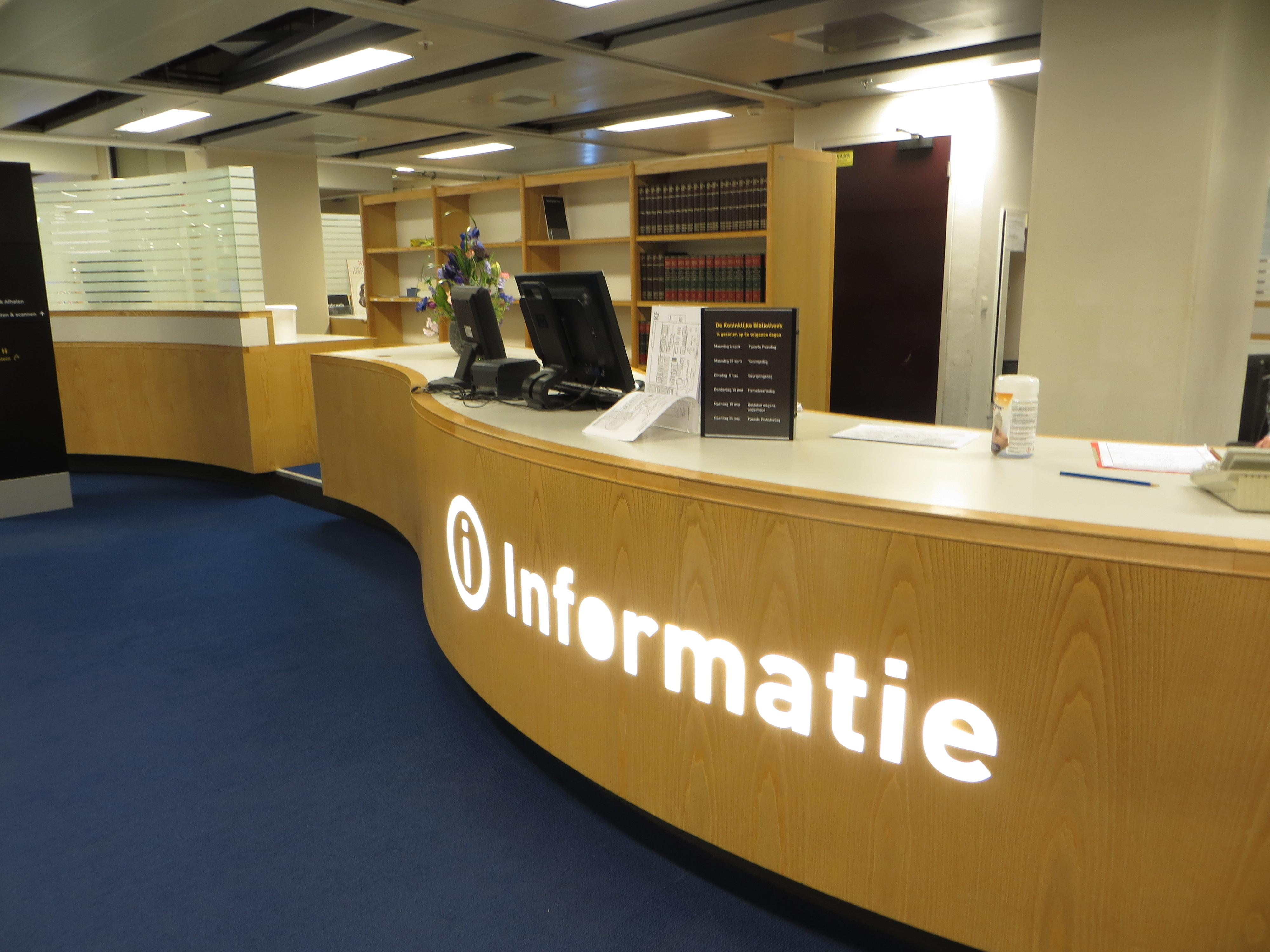
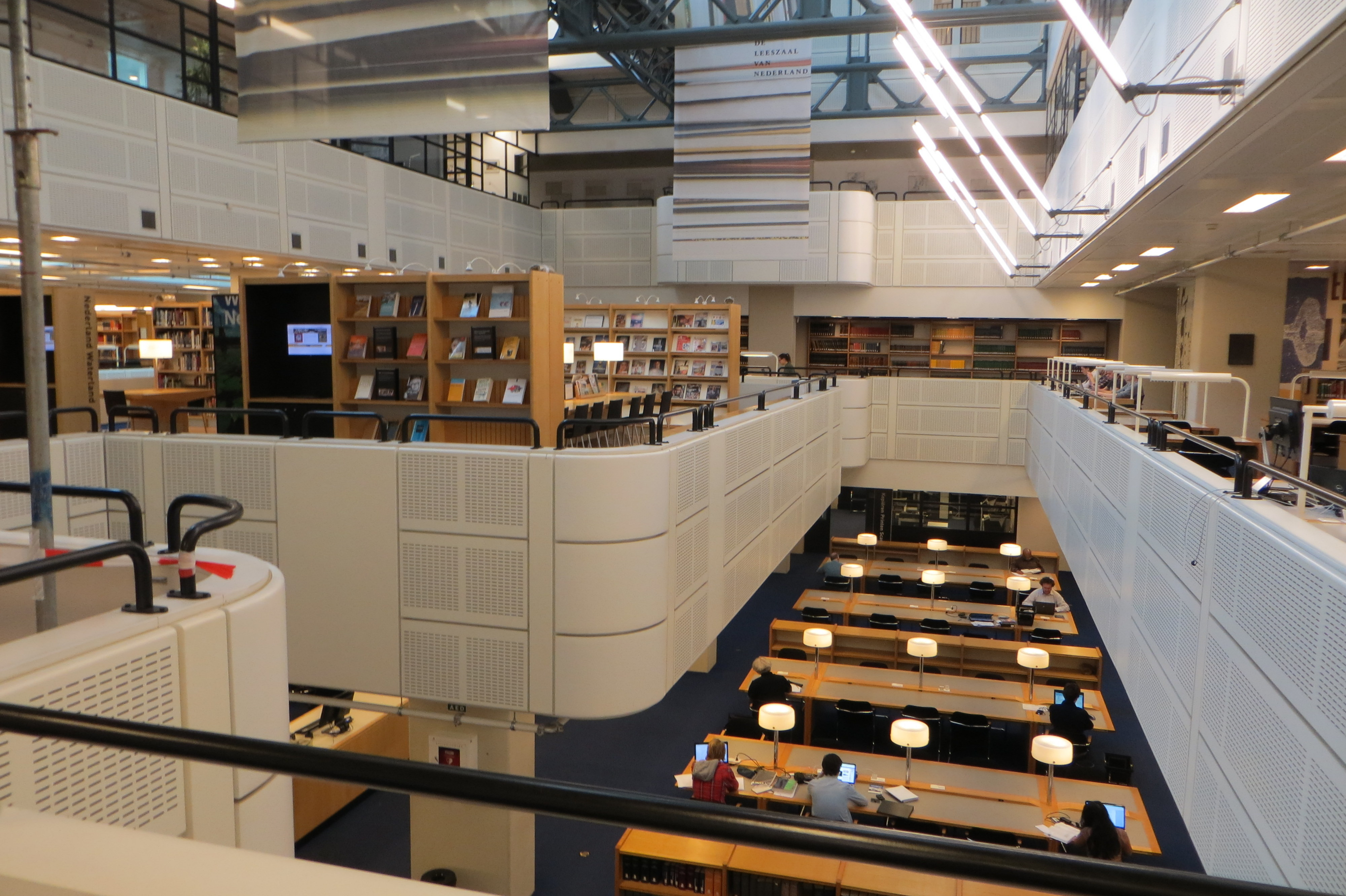
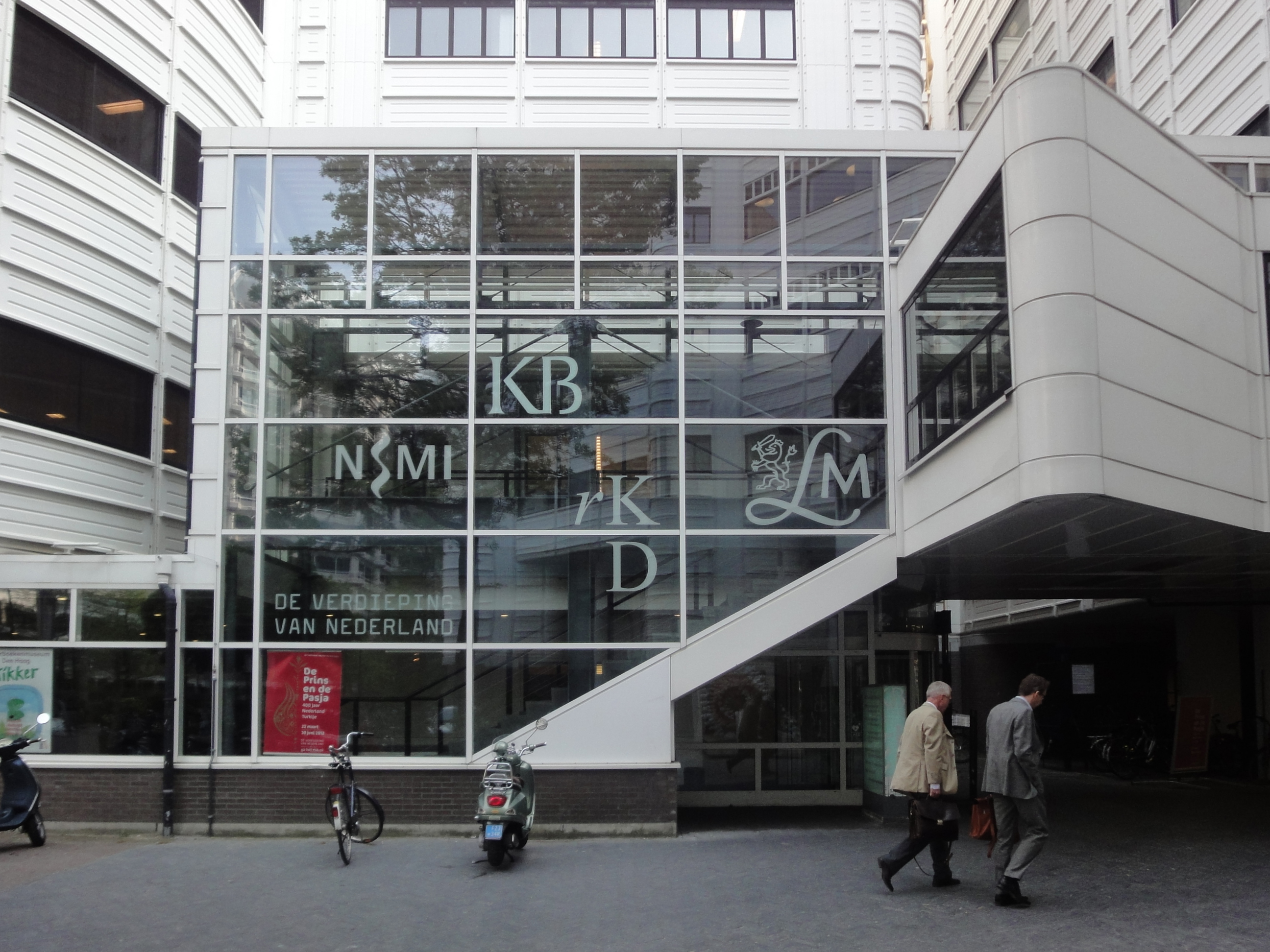
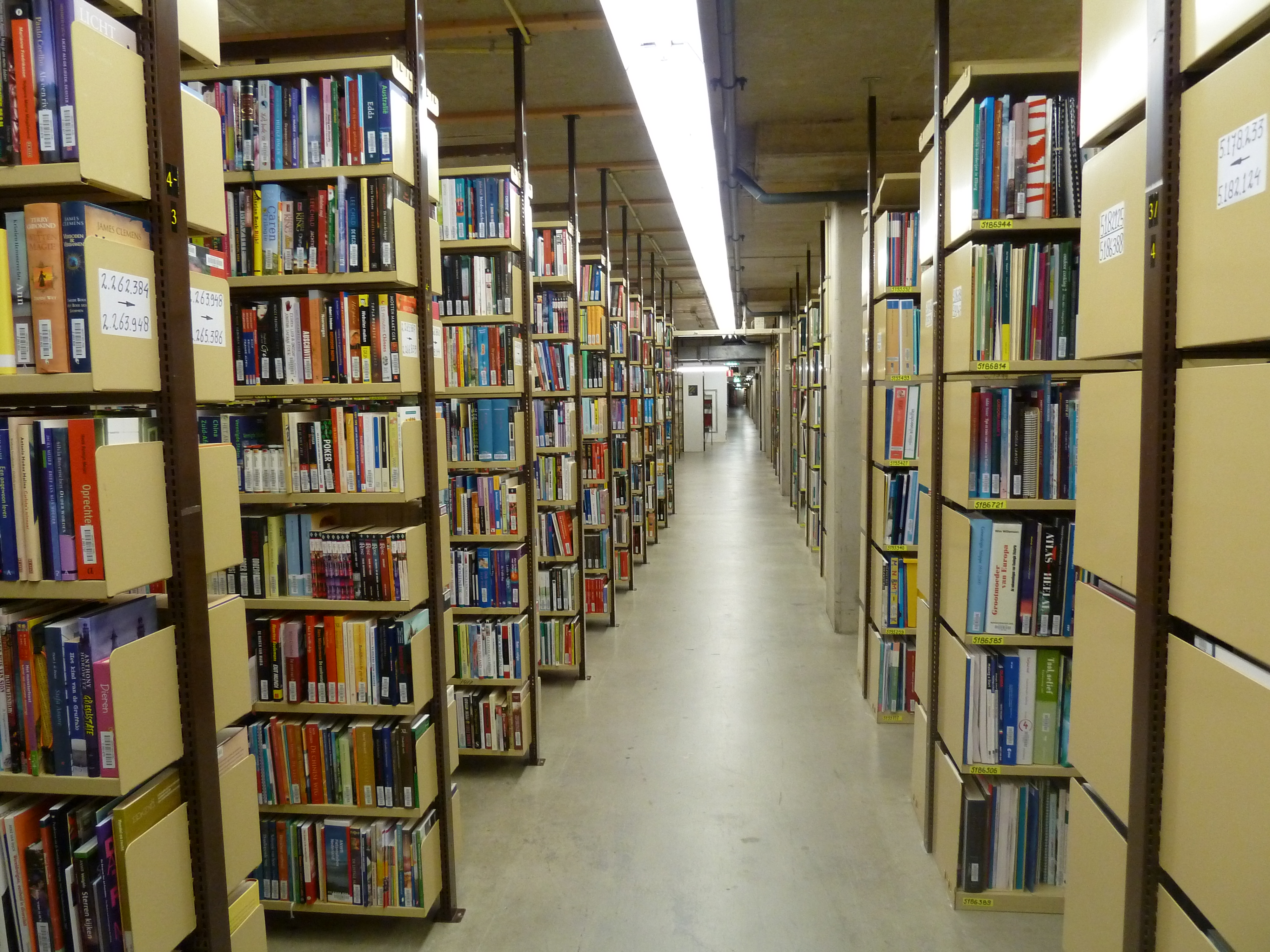
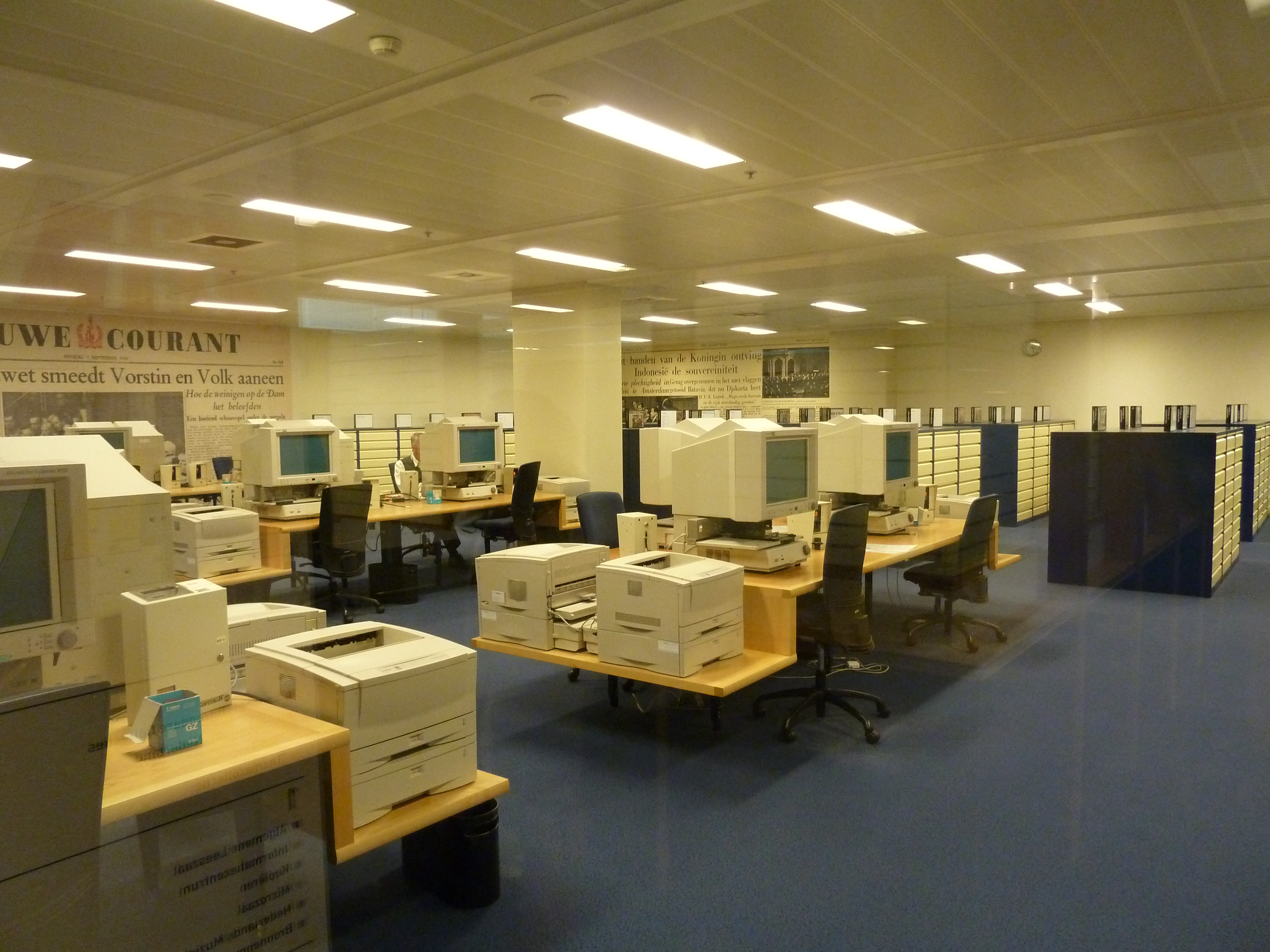